# Zeulenroda-Triebes
Zeulenroda-Triebes település Németországban, azon belül Türingiában. Lakosainak száma 15 890 fő (2023. december 31.). Zeulenroda-Triebes Pausa-Mühltroff, Schleiz, Kirschkau, Göschitz, Tegau, Auma-Weidatal, Hohenleuben, Langenwetzendorf, Greiz, Rosenbach, Langenwolschendorf és Weißendorf községekkel határos.

## Népesség
A település népességének változása:
| Lakosok száma | 16 594 | 16 487 | 15 986 | 16 021 | 15 890 |
|               | 2017   | 2019   | 2021   | 2022   | 2023   |